# Salomea Smogor
Salomea Smogor – mieszkanka Dąbrowy (Dambrau), była delegatem na Polski Sejm Dzielnicowy obradujący w Poznaniu w dniach od 3 do 5 grudnia 1918 roku. Jedyna kobieta z czwórki delegatów na Sejm wybranych przez Polaków zamieszkujących teren powiatu niemodlińskiego (Landkreis Falkenberg O.S.).